# Ontopic
Ontopic was een televisieprogramma van de Nederlandse publieke omroep EO, het laatst gepresenteerd door Manuel Venderbos en daarvoor Arie Boomsma. Voorloper van Ontopic was Hotdog tv.

## Het programma
Met jongeren van verschillende etnische en religieuze afkomst werd er gediscussieerd over uiteenlopende onderwerpen. Het programma werd uitgezonden op zondagavond rond middernacht.